# Xã Walker, Quận Moniteau, Missouri
Xã Walker (tiếng Anh: Walker Township) là một xã thuộc quận Moniteau, tiểu bang Missouri, Hoa Kỳ. Năm 2010, dân số của xã này là 6.992 người.